# Iglesia de Santa María (Peñíscola)
El templo parroquial de Santa María de Peñíscola, de estilo gótico inicial y ampliación barroca, es un templo católico situado en el centro de la población de Peñíscola, y sede de una parroquia del obispado de Tortosa.

## Historia
Iniciada poco después de la conquista de la población, conserva el muro de la portada y la propia portada, como exponentes de la primitiva iglesia de repoblación. A mitad del siglo XV un incendio destruye la iglesia, y el papa Eugenio IV, a petición de la reina María de Castilla, concedió indulgencia plena a los donantes para la reconstrucción de la iglesia. Y a finales del siglo XVII se cubren las capillas laterales con ladrillos y yeso.
Entre 1725 y 1739 el templo se amplía y transforma, cambiando su orientación, y construyendo una nueva cabecera, con sacristía, y capilla de la Comunión. Dirigió las obras el maestro José Antonio Simó y fueron finalizadas el 27 de mayo de 1739, mientras la capilla de la Comunión se finalizó el 7 de septiembre de 1743.
En 1784 se promueve la sustitución de los tramos antiguos de la nave para una nueva obra que siga las reformas de la primera mitad del siglo XVIII, y unos años después, Andrés Moreno es encargado de proyectar las obras, pero en 1793 no se habían iniciado. De este proyecto poco fue ejecutado.
El campanario se construyó en 1862 según el diseño del arquitecto Vicente Martí.
En 1995 se restauran las fachadas, y durante el año 2004, con motivo de convertirse la iglesia en sede de la exposición «Paisajes Sagrados», la fundación «La Luz de las Imágenes» efectúa una completa restauración del templo.
En el año 2005 la parroquia cambia de denominación, dejando atrás el nombre de Virgen del Socorro, advocación mariana del templo desde el siglo XVIII, para llamarse Santa María de Peñíscola, de acuerdo a la denominación establecida por el rey Jaime I.

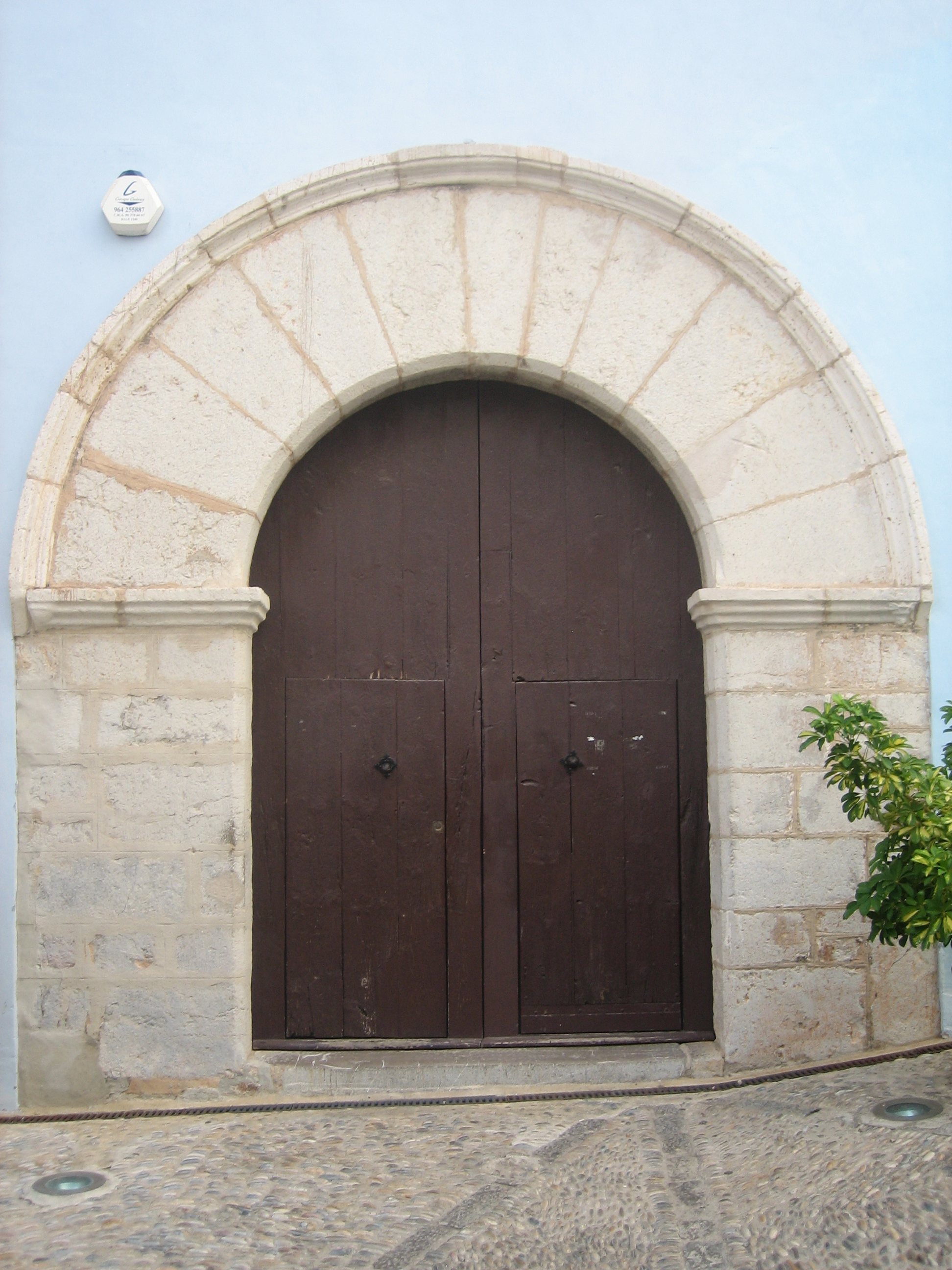
Portada de la iglesia.

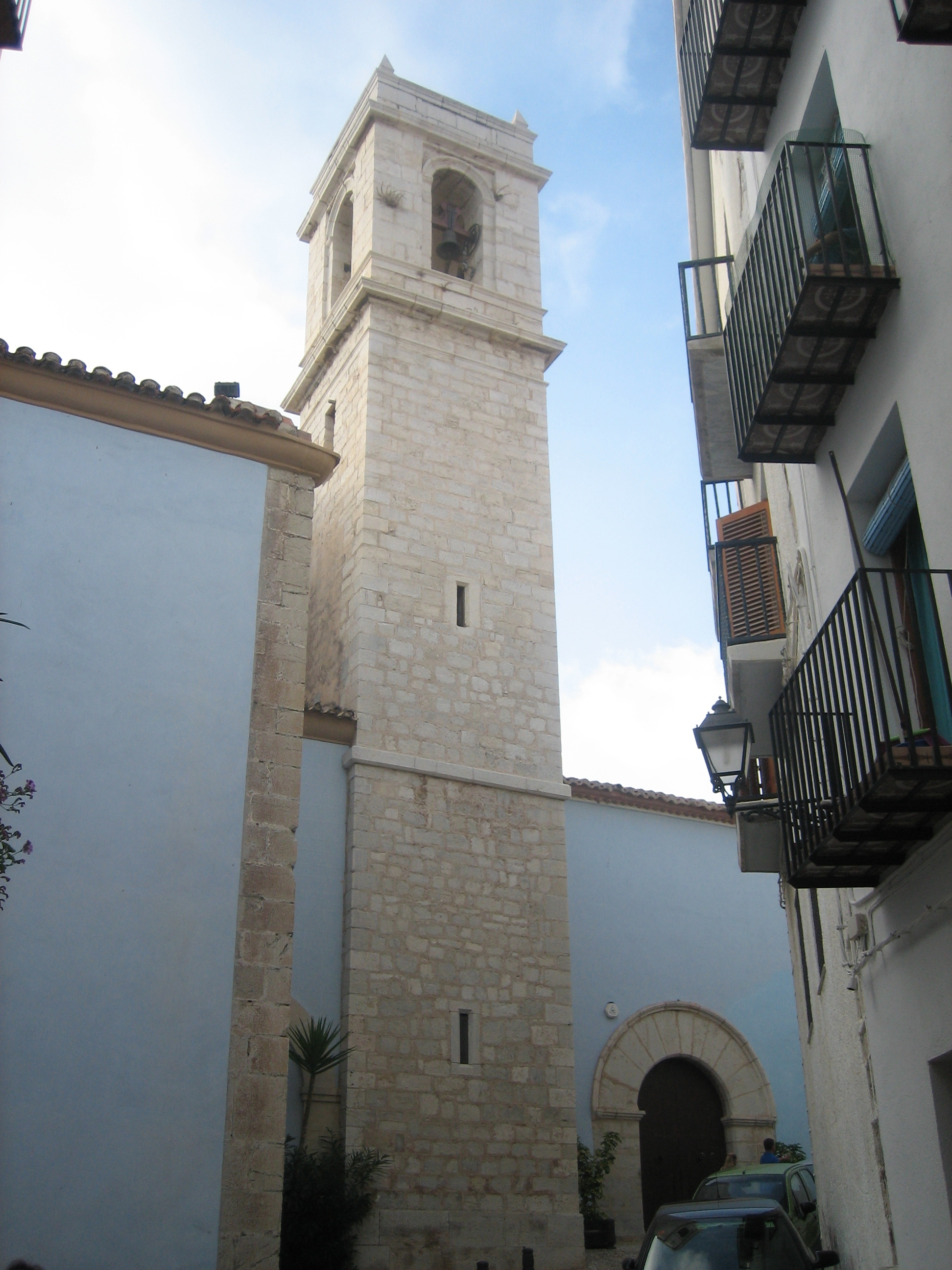
Torre-campanario.

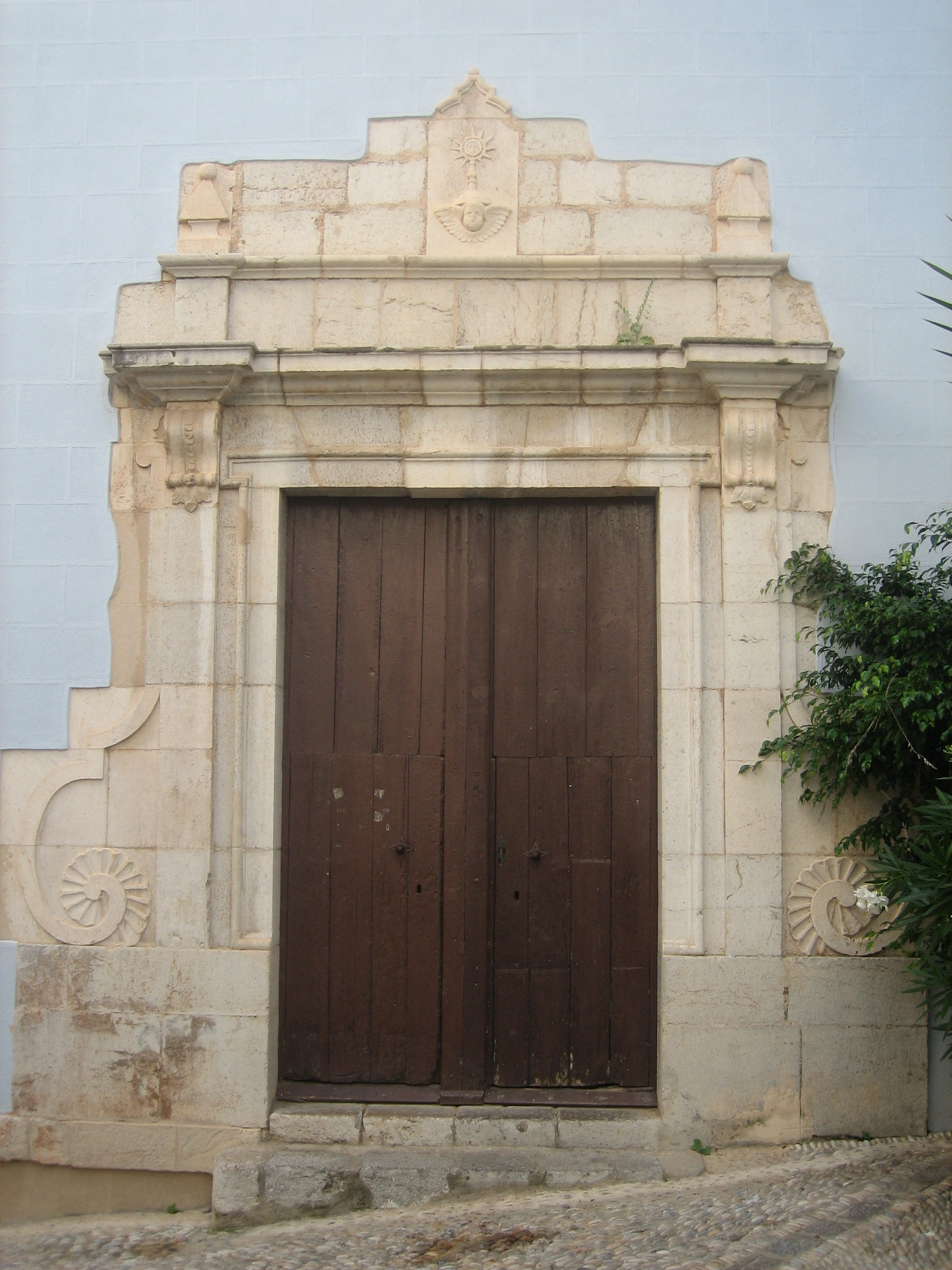
Portada de la capilla de la Comunión.

## Arquitectura

### Estructura
El templo tiene dos partes claramente diferenciadas: La primitiva iglesia del siglo XV, con pervivencias del siglo XIII como la portada, y la prolongación del XVIII, a los pies de la antigua, con la construcción del crucero y del presbiterio, éste rodeado por la sacristía, el trasaltar y la capilla de la Comunión.
La iglesia es de planta de cruz latina, con una nave con cuatro tramos cubiertos de bóveda de crucería, con nervios y claves de sillares, complementaria de mampostería, y las impostas de los arcos torales esculturadas. Las capillas laterales se encuentran entre los contrafuertes cubiertas de bóveda apuntada, menos en una crujía del lado del Evangelio, donde se encuentra el ingreso. El crucero y el presbiterio tienen mayor altura y están cubiertos por bóveda de cañón con lunetos, mientras los brazos del transepto son más bajos y la cabecera es plana. El presbiterio está rodeado por la sacristía, el trasaltar y la capilla de la Comunión.

### Fachada
La fachada es simple, desnuda, y sólo destaca la puerta con arco de medio punto donde las dovelas están rodeadas por la imposta y por una moldura o alfiz circular.

### Torre-campanario
La torre-campanario está adosada al lado del Evangelio de la iglesia, por donde se accede. Es de planta cuadrada de 3,8 m de lado y 17,5 m de altura. Tiene tres cuerpos separados por molduras, los dos primeros macizos, y el otro, de las campanas, con un vano de medio punto en cada cara. El cuerpo de las campanas está rematado por una azotea con barandilla coronada por pináculos. Hecho de sillares, la parte inferior tiene menos calidad en la talla.

### Capilla de la Comunión
La capilla de la Comunión es un recinto centrado en un crucero coronado con una cúpula sin tambor ni linterna, mientras el presbiterio y las capillas del crucero son espacios reducidos, y en los pies de la nave se alarga un poco más, hasta la puerta de entrada, todo cubierto con bóveda de cañón.

### Tesoro parroquial
De las obras de orfebrería que custodia la parroquia, destacan tres obras denominadas pontificias, por pertenecer originalmente a Benedicto XIII y Clemente VIII, y una cruz procesional manierista:
- Cruz procesional de Benedicto XIII. Cristal de roca armado con plata sobredorado, de principios del siglo XV.
- Cáliz del Papa Luna. De plata sobredorado con esmaltes limosinos, fabricado en el siglo XV por talleres de Barcelona.
- Relicario Lignum Crucis de Clemente VIII. De plata sobredorado, del siglo XV, sin marca.
- Cruz procesional de Felipe II. De plata, de 1587, con marca de Valencia.